# Grêmio de Esportes Maringá
Gremio de Esportes Maringá es un club de fútbol brasileño de la ciudad de Maringá en el estado de Paraná.

## Historia
Gremio Maringá, club tradicional en la ciudad de Maringá, fue campeón de estado tres veces (1963, 1964 y 1977) y cuatro veces-Paraná (1965, 1967, 1981 y 2002). El club ha jugado cuatro veces la 1 ª división del Campeonato Brasileño y varias veces la 1 ª división de Paraná, desactivada en 2004 luego de ser relegados a la división 2 del estado y regresó a sus actividades en 2010, mientras que atualmemte la 3 ª División del Campeonato Paranaense y tienen sus juegos en el Estadio Willie Davids, que actualmente tiene capacidad para 21.600 aficionados.

### El comienzo
En 1961, Maringá deportistas se reunieron en la iniciativa de fundar un equipo de fútbol. Así, el 7 de julio, el Grêmio de Esportes Maringá nació. El club se utiliza el blanco y negro en su uniforme. Su debut en el estado se produce en el año siguiente. Se convierte en tres veces campeón del Interior en 1963 1964 y 1965, y el campeón Paranaense en 1963 y 1964. En 1969, el club tuvo el campeonato de la CDB, y aseguró su lugar en la Copa Libertadores en 1970, pero Brasil ha decidido no tomar ningún representante para el concurso, por lo que el gremio no pudo jugar su único libertadores de la historia.
En 1971, el estadio está construido Willie Davids, apodado en el momento asStadiumof Araucaria, el tiempo llegó a tener los asientos del estadio 35.000 aficionados. Al mejorar la comodidad y la introducción de sillas, la capacidad se redujo a 21.600.
En 1977, el club se convirtió en Campeón del Estado para la 3 ª vez en su historia, y se encuentra en 1981 en segundo lugar. Después de estas buenas campañas, el club hace justo campañas periódicas en los años siguientes.
En 1998, se convirtió en vicecampeón de Copa Paraná, perdiendo la final a  Atlético - PR. Al año siguiente, en el mismo torneo, el club ganó el título.
En 2002 sin la presencia de tres grandes del estado, Gremio Maringá hizo una buena campaña y logró ser subcampeón Paranaense, de perder el título de Iraty S.C.. Dos años más tarde, el Gremio es relegado a la 2 ª división de Paraná, pero anunció que no iba a pelear por él en 2005. Por esta razón, el equipo cerró sus puertas hasta el año 2010, cuando el nuevo presidente, Aurelio Almeida, anunció que el gremio volverá a activo.

## Clásico

### Clásico Café
El Clásico Café es uno de los grandes clásicos de Paraná y el director del interior de Brasil, jugado entre Gremio Maringá y  Londrina. El clásico ha surgido en los años 60 con la fundación de la era de Maringá club de la riqueza de las plantaciones de café en la región, que el nombre el nombre de la clásica.
Alcanzó su apogeo en los años 70 y 80, donde los dos clubes se enfrentaron a muerte con estadios llenos. Los dos clubes agregó 6 títulos de Paraná y varios títulos desde el interior. El Londrina fue campeón de la 2 ª división del Campeonato Brasileño en 1981 y Gremio Maringá fue campeón del Torneo de Campeones de la CDB en 1969, lo que equivale torneo de la división 2 del Campeonato Brasileño.
Actualmente, el clásico no tiene el mismo prestigio, el Londrina Esporte Clube está disputando la segunda división del Campeonato Paranaense en 2010 y Gremio de Esportes Maringá después de cinco años de inactividad, competirá en 2010 la 3 ª División del Paraná

### Clásico Amistad
El "Clásico de la Amistad" está lejos de ser el valor y la importancia del Café Clásico, se juega entre Grêmio Maringá x Alvorada Clube, comenzó a disputarse en 2010 y el registro es el siguiente:
- Juegos: 2
- Gremio Maringá Victorias: 0
- Recuerda: 1
- Gana el Alvorada Clube: 1
- Objetivos de Grêmio Maringá: 3
- Objetivos del Alvorada Clube: 7

## Títulos

### Nacional
Campeonato Nacional - Torneo de Campeones de la CDB: 1 (1969)

### Regional
Torneo Centro Sur: 1 (1968)..

### Estado
- Campeonato Paranaense de Fútbol - 1.ª División: 3 (1963 1964 y 1977).
- Vicecampeonato Paranaense de Fútbol - 1.ª División 4 (1965 1967 1981 y 2002).
- Campeonato Paranaense de Fútbol - 2.ª División: 1 (2001).
- Copa Paraná: 1 (1999).
- Torneo del Inicio: 1 (1989).

## Clasificación CBF
Gremio Maringá
*'Posición': 81
*'Puntuación: 154 puntos
Ranking creado por Confederación Brasileña de Fútbol señala que todos los equipos en el Brasil .

## Entrenadores
- Nicanor de Carvalho (?-agosto de 1984)[3]
- Paulo Leão (interino- agosto de 1984-octubre de 1984)[3][4]
- Itamar Belas Almas (octubre de 1984-?)[4]